# بوتري إندونيسيا 2022
بوتري إندونيسيا 2022 هي النسخة الخامسة والعشرين من مسابقة بوتري إندونيسيا [الإنجليزية] (مسابقة ملكة جمال وطنية) منذ انطلاقتها عام 1992، أقيمت المسابقة في 27 مايو 2022 في مركز جاكرتا للمؤتمرات في جاكرتا، إندونيسيا، في ختام الحدث توجت أيو موليدا (الفائزة بلقب بوتري إندونيسيا 2020) خليفتها لاكسمي دي نيفي سوردانا بلقب بوتري إندونيسيا 2022، والتي مثلت أندونيسيا في مسابقة ملكة جمال الكون 2022.

## النتائج

### المراكز النهائية
| النتائج النهائية                                             | المتنافسة |
| ------------------------------------------------------------ | --- |
| بوتري إندونيسيا (ملكة جمال إندونيسيا)                        | - بالي - لاكسمي دي نيفي سوردانا |
| بوتري إندونيسيا لينكونان (ملكة جمال إندونيسيا العالمية)      | - منطقة العاصمة الخاصة الخامسة - سيندي ماي ماكغواير |
| بوتري إندونيسيا باريويزاتا (ملكة جمال إندونيسيا سوبرناشونال) | - جاوة الشرقية - أديندا كريسيلا |
| أفضل 6                                                       | - جاوة الغربية - ميلاني تيريزيا بيرينتز - بانتين 1 - كريسي فرانسيسكا أوليفيانا روجيان - سولاوسي الجنوبية الشرقية - أرينا ريزكيانا عرفة |
| أفضل 11                                                      | - منطقة العاصمة الخاصة الثالثة - نيتيا باراميتا سواندي § - سولاوسي الجنوبية 2 - ديني نورفيتري ويدجايا - منطقة يوجياكارتا الخاصة - ايرينا صوفيا جودون - نوسا تنقارا الغربية - شيلا إنتان بيرماتاساري - سومطرة الغربية - إرفيرا سياحناز مريم لوفينتا |